# Beso de novia
 (juillet 2021).
Le beso de novia est une liqueur à 20 % d'alcool, de couleur brune et au goût sucré, originaire d'Espagne.

## Histoire
L'origine de cette liqueur remonte au XIXe siècle en Espagne, où le romantisme en bouteille des boissons alcoolisées était un signe distinctif de la corporation des fabricants de liqueurs de l'époque, qui utilisaient les noms les plus colorés pour étiqueter leur élixir, tels que « Perfecto amor », « Cualquier cosa » et « Beso de Novia », ce dernier étant associé à toute célébration de mariage pour souhaiter aux mariés la prospérité dans leur union. Ainsi, si le mariage était fastueux, après les tortadas et autres sucreries, les invités dégustaient cette liqueur au nom des jeunes mariés, mais si le mariage était modeste, il ne manquait pas de personnes pour offrir aux mariés une bouteille, cadeau qu'ils garderaient avec affection.
Dans les années 1950 du XXe siècle, cette liqueur était consommée lors de banquets de toutes sortes ainsi qu'à l'époque de Noël et faisait déjà partie de notre culture, comme le rapporte le professeur chilien dans son livre Andanzas por la Vieja España. Aujourd'hui, elle est considérée comme l'une des liqueurs typiques de l'Espagne.
La boisson actuelle a commencé à être distribuée par Joaquín Belmonte à Murcie dans les années 1920, année où il a fondé la distillerie qui portait son nom ; on ignore comment il a obtenu la recette.

## Composition
Aujourd'hui, la distillation d'herbes et de fruits est nécessaire pour sa production, et il est préparé avec des ingrédients naturels de manière traditionnelle. Il peut être bu pur ou avec des glaçons.